# 倫肇修
倫肇修（1579年—？），字得昌，號五知，廣東廣州府新會縣人，民籍，明朝政治人物。

## 生平
萬曆三十一年（1603年）癸卯科廣東鄉試第十八名舉人，三十五年（1607年）中式丁未科會試第一百四十二名，三甲第二百三名進士。戶部觀政，三十六年（1608年）改京衛武學教授，日率勳衛子弟談經課藝，三十七年（1609年）升國子監助教，三十九年（1611年）升戶部主事，丁母憂，四十二年（1614年）起為兵部主事，四十三年（1615年）調吏部驗封司主事，四十四年（1616年）調考功司、文選司，升員外郎，四十五年（1617年）調考功司，升文選司郎中，調考功司，四十六年（1618年）給假，天啟四年（1624年）升湖廣布政使司參政，同年養病，五年（1625年）三月起為四川布政使司參政，十月升光祿寺少卿，七年（1627年）正月升大理寺右少卿，五月以事忤魏忠賢，以久傍門戶被削籍為民。歸里，其父喜曰：「不失所學，真吾子也」。崇禎二年（1629年）起為南京光祿寺卿，管尚寶司卿事，丁父憂，起為大理寺卿，未任而卒。里居時有庠生鍾巨器、儒士湯顯武、編民趙長子為仇所誣，幾陷大辟，倫肇修陰為申雪脫獄，口不言德。崇祀廣州府鄉賢。

## 家族
曾祖倫敬，典史；祖父倫質；父倫大禮，號堅窗。母梁氏。具慶下。兄倫應祥，弟倫應弼、倫道沂、倫純修。